# Museu de la Tècnica de l’Empordà

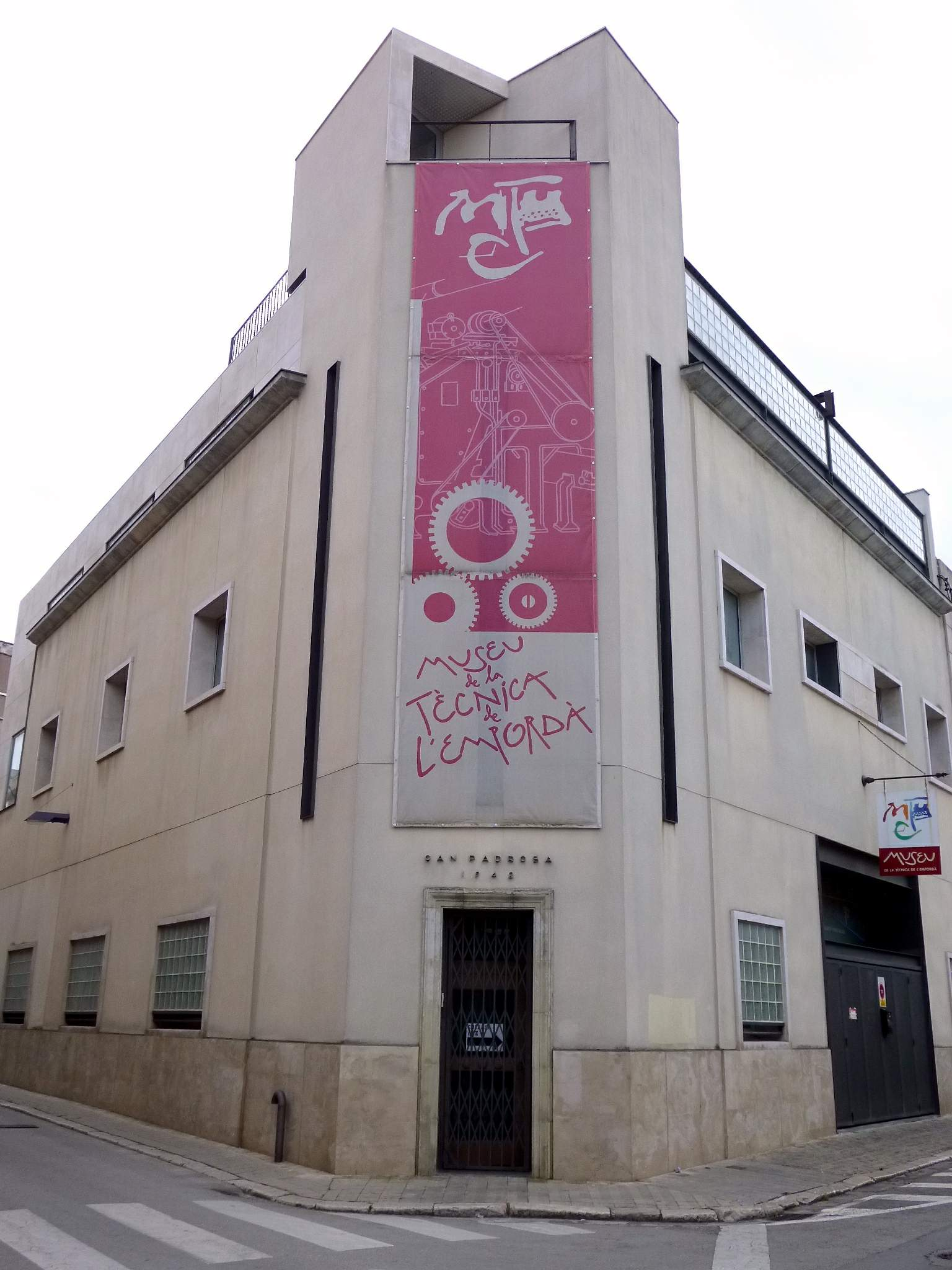
Museumsgebäude in Figueres

Das Museu de la Tècnica de l’Empordà ist ein Technikmuseum in der katalanischen Stadt Figueres in der Provinz Alt-Empordà in Spanien. Es wurde 2004 eröffnet und basiert auf der Privatsammlung von Pere Padrosa. Nach eigener Aussage beherbergt das Museum eine der besten Maschinensammlungen aus der Epoche der Industriellen Revolution.

## Geschichte
Der Beginn der Sammlung von Peter Padrosa datiert auf das Jahr 1979, als er auf einem Markt in Figueres ein Exemplar der Reiseschreibmaschine „Erika“ aus dem Jahr 1910 erwarb. Die Sammlung wuchs über die Jahre an und im am 27. Juni 2004 wurde das Museum in Anwesenheit des damaligen Industrieministers José Montilla eröffnet.
Das Museumsgebäude (Baujahr 1944) gehörte zunächst zum Transportunternehmen von Pere Padrosa; es wurde inzwischen entkernt und als Museumsbau ertüchtigt. Eine Stiftung (Fundació Pere Padrosa Puignau-Margarita Pierre Mallol) verwaltet das Museum und gibt ein Jahrbuch heraus. 2008 gründete sich der Förderverein Amics del Museu de la Tècnica de l’Empordà. Darüber hinaus gibt es ein pädagogisches Angebot für Schulen.

## Sammlung
Die Sammlung umfasst mehr als 3000 Exponate aus dem 18. und 19. Jahrhundert, darunter die ersten Nähmaschinen aus dem Jahr 1830 sowie eine große Sammlung von Schreibmaschinen mit der ersten europäischen Schreibmaschine, der Schreibkugel.
Weitere Exponate umfassen Telefonanlagen, Comtoise-Uhren und ein Hispano-Suiza 15–20 HP aus dem Jahr 1908.

Auswahl aus der Schreibmaschinensammlung
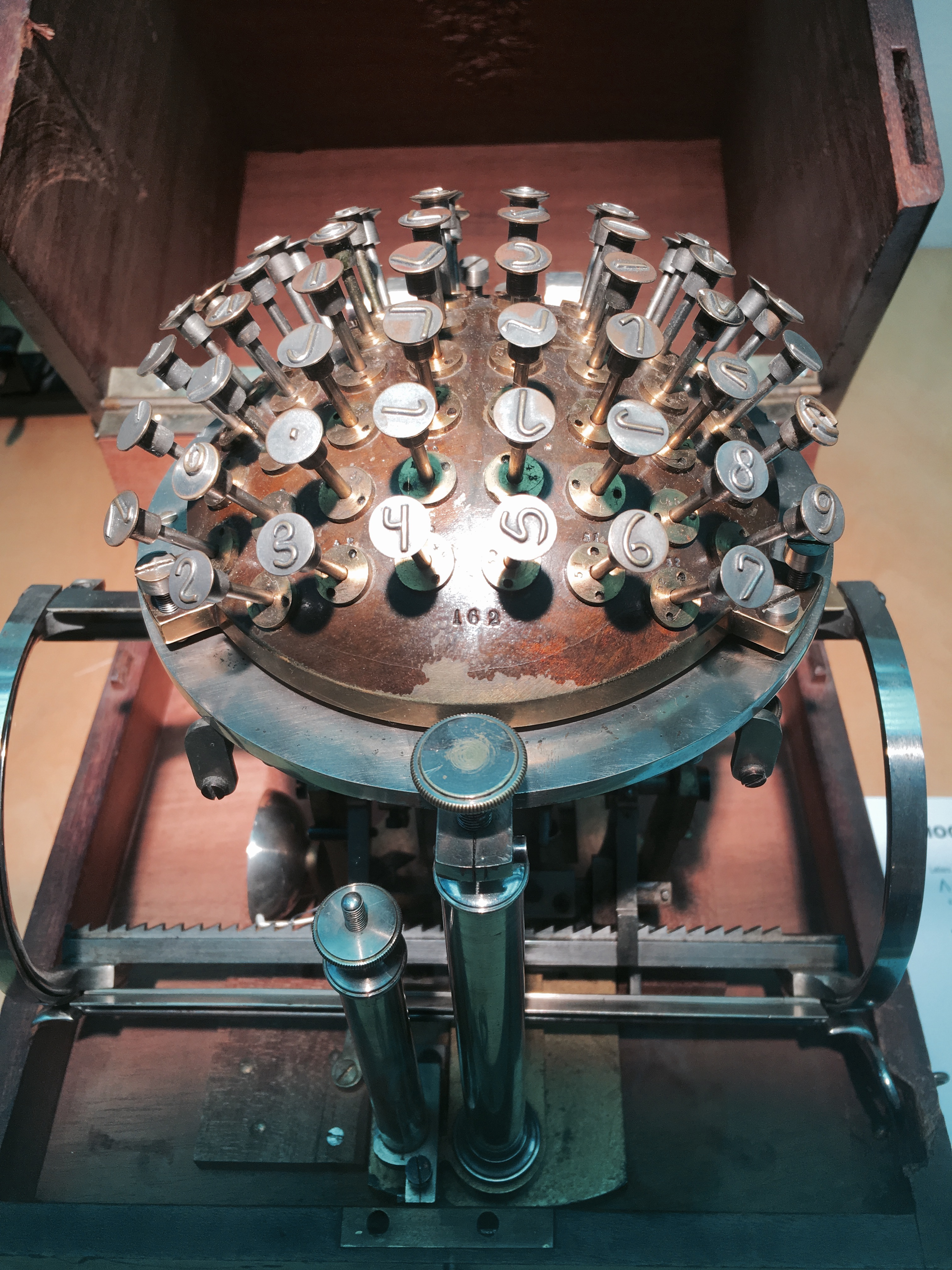
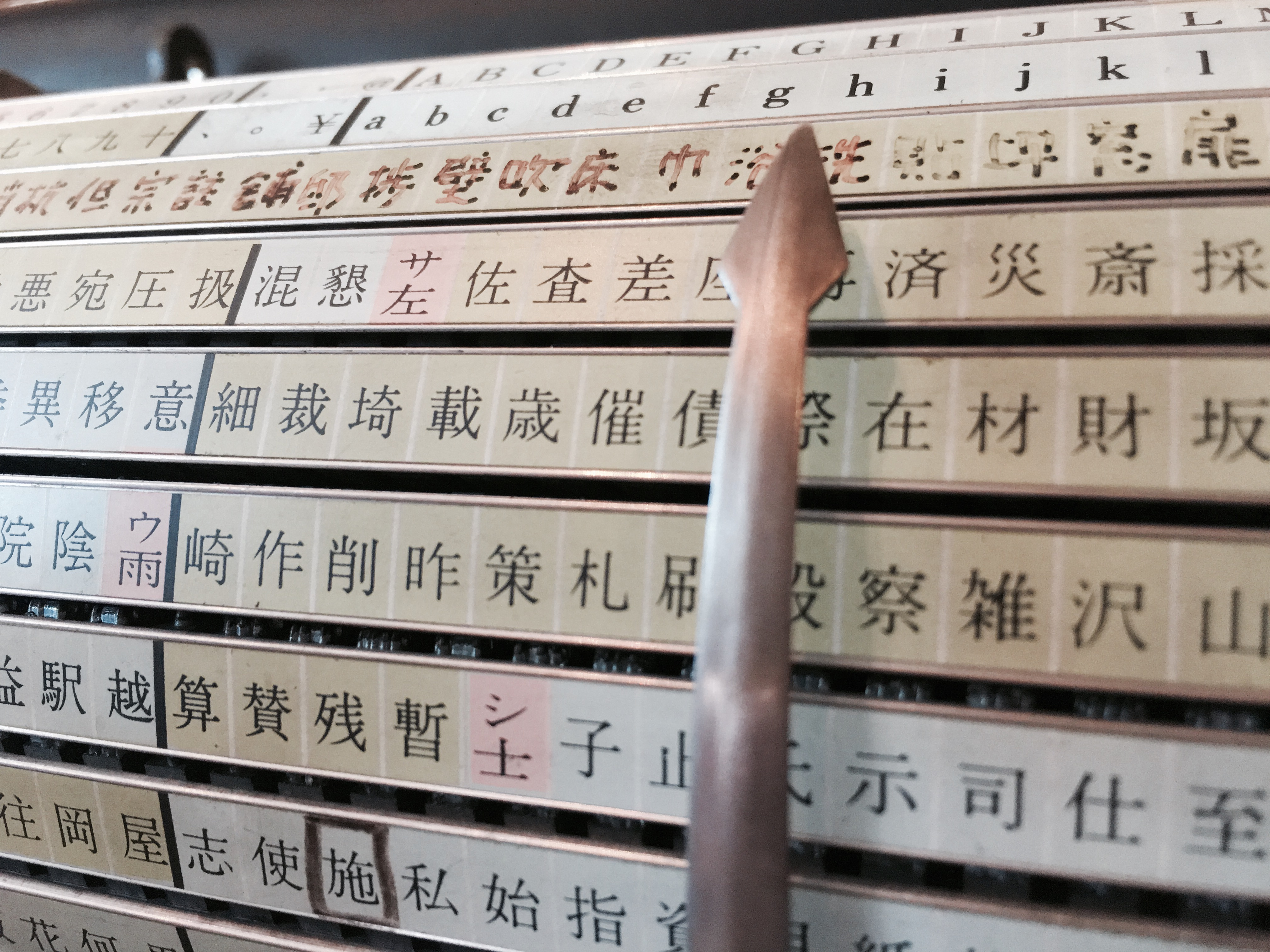
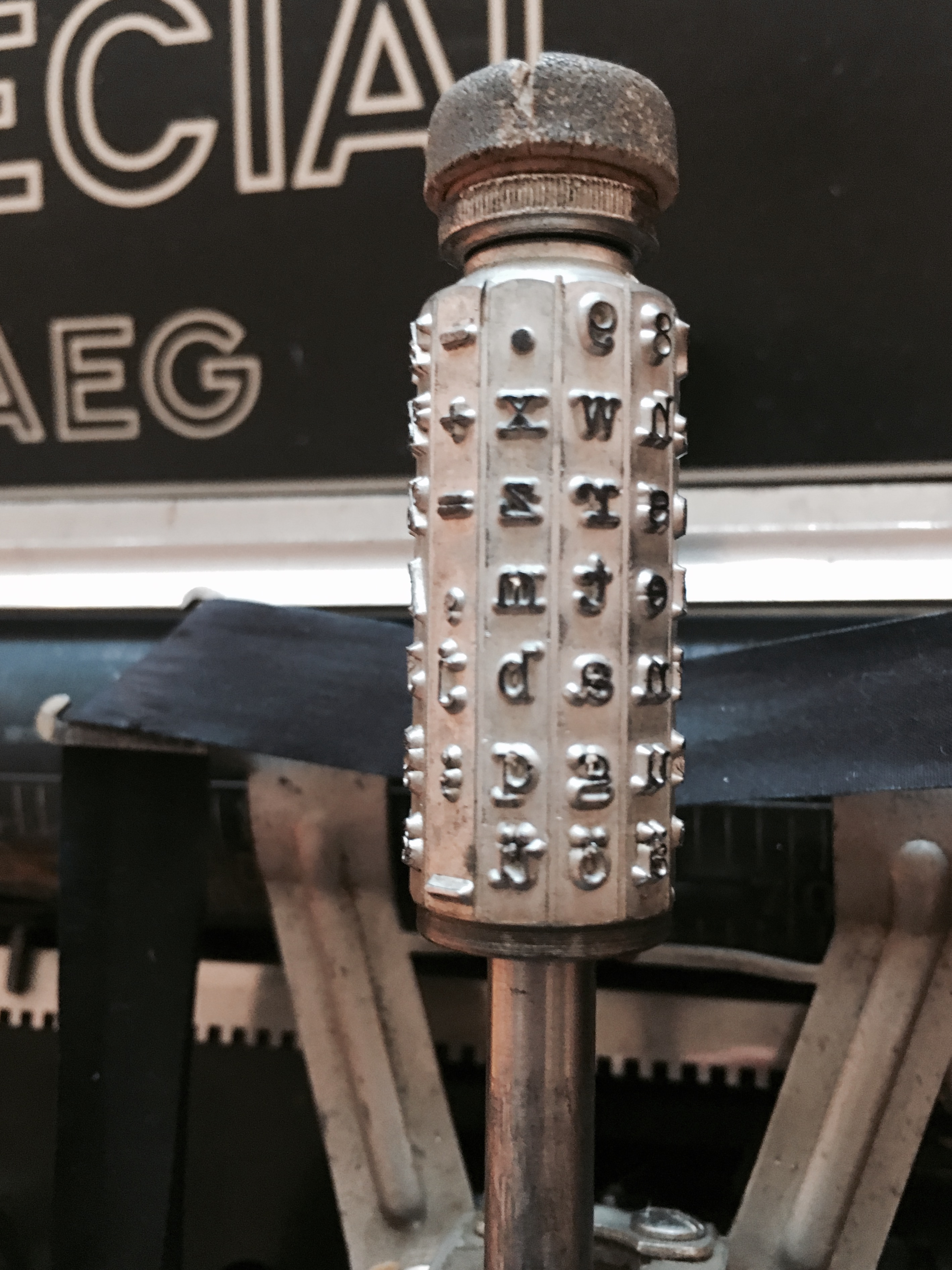
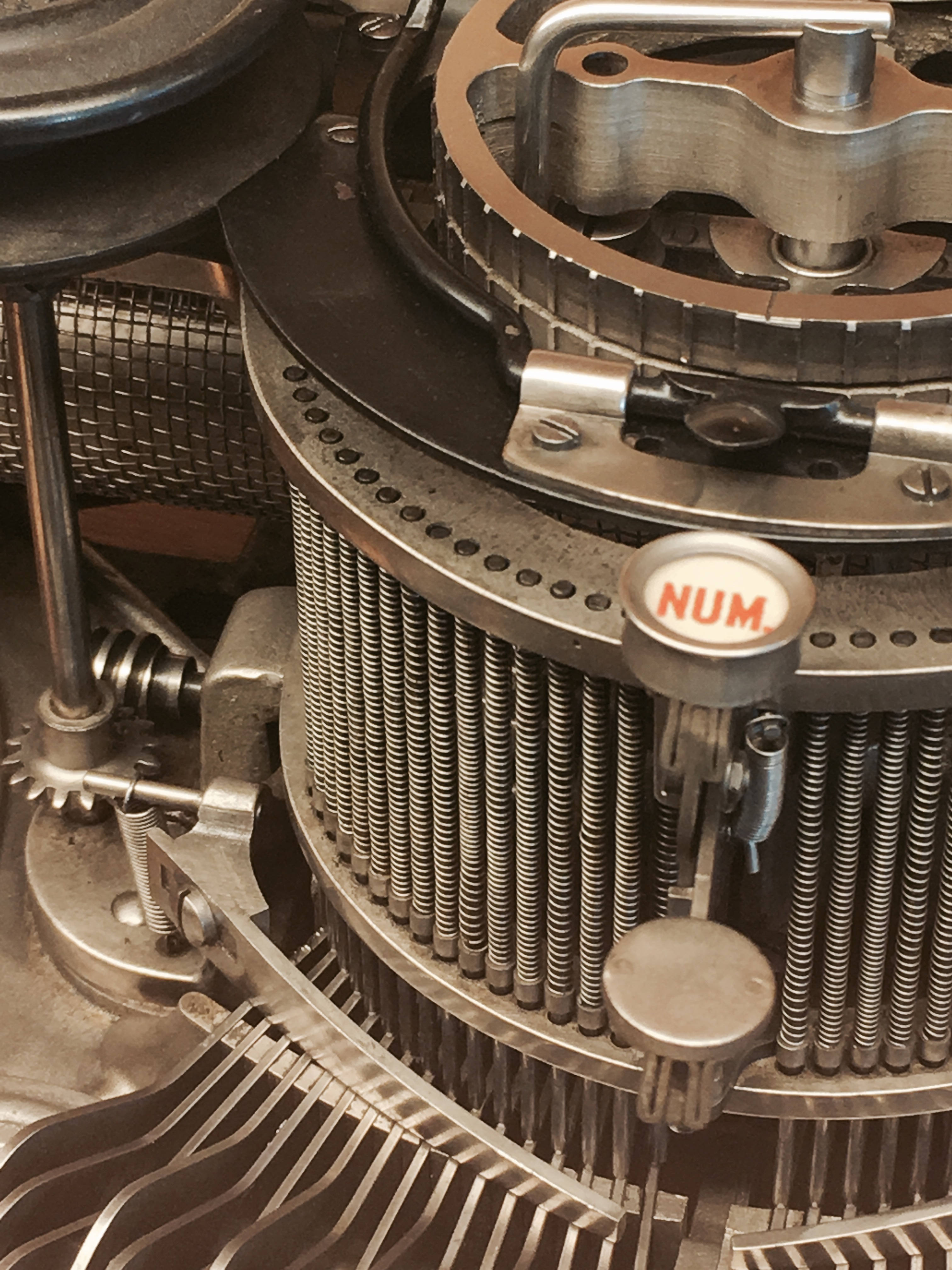
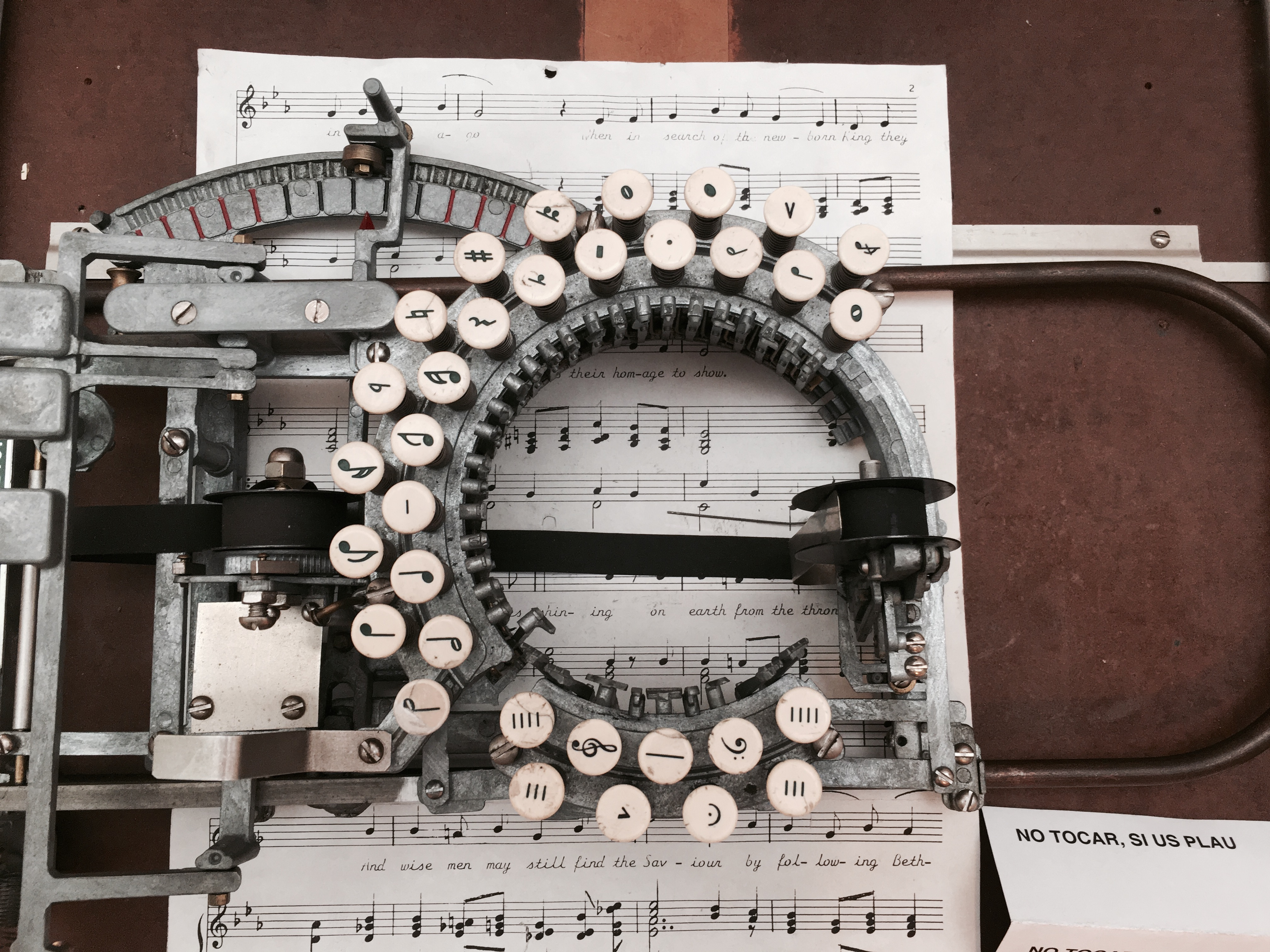